# Där vi en gång gått (film)
Där vi en gång gått är en finlandssvensk historisk dramafilm från 2011 som regisserades av Peter Lindholm. Filmen bygger på Kjell Westös roman med samma namn från 2006. Filmen är en nedklippt version av en tv-serie med samma namn i två delar.

## Handling
Den självständiga och nyfikna Lucie vill vara fri och vägrar anpassa sig till de mönster som förväntas av överklassens kvinnor. Barndomsvännen och fotografen Eccu är djupt förälskad i den vilda och excentriska Lucie, men hennes hjärta slår endast för Allu, som är en fotbollshjälte från arbetarklassen. I serien ses även Allus politiskt aktive far Enok, Lucies politiskt hetsiga bror Cedi och den iakttagande humanisten Ivar Grandell, samt andra karaktärer ur den prisbelönade romanen. Berättelsen tar oss genom flera decennier och visar hur tid, rum och social klass både förenar människor och driver dem ifrån varandra.

## Rollista (i urval)
| Jessica Grabowsky   | – Louise ”Lucie” Lilliehjelm |
| Jakob Öhrman        | – Eric ”Eccu” Widing         |
| Andreas af Enehielm | – Allan ”Allu” Kajander      |
| Oskar Pöysti        | – Cedric ”Cedi” Lilliehjelm  |
| Niklas Groundstroem | – Ivar Grandell              |
| Martin Bahne        | – Henning Lund               |
| Elmer Bäck          | – Enok Kajander              |